# Korita (Mljet)
Korita (olaszul: Coritti, Gorrita, Corrita) falu Horvátországban, Dubrovnik-Neretva megyében. Közigazgatásilag Mljethez tartozik.

## Fekvése
Dubrovnik városától légvonalban 32 km-re északnyugatra, községközpontjától légvonalban 13, közúton 18 km-re keletre, Mljet szigetének keleti részén található.

## Története
Korita területe ősidők óta lakott. Az itt élt első ismert nép az illírek voltak, akik az i. e. 2. évezredtől fogva éltek itt magaslatokon épített erődített településeken és kövekből rakott halomsírokba temetkeztek. Halomsírjaik megtalálhatók a település határában a Zaplataće nevű helyen. Az illírek i. e. 35-ig uralták a térséget, amikor Octavianus hadai végső győzelmet arattak felettük. A mai település határában az 1. században Zara néven római kolónia volt. A "Miri" és "Crkvine" nevű helyen az 5. században ókeresztény bazilika állt, melyet valószínűleg Szent Pál apostol tiszteletére szenteltek. A Nyugatrómai Birodalom bukása után 493-tól a keleti gótok uralták a szigetet. 535-ben Mljet Dalmáciával együtt a Bizánci Császárság uralma alá került.
A horvátok ősei a 7. században érkeztek Dalmáciába és csakhamar megalapították első településeiket Mljet szigetén is. Korita akkor keletkezett, amikor a középkori Žare lakói a kalóztámadások hatására a tengerpartról egy néhány kilométerrel nyugatabbra fekvő, a környező hegyek által jól védett völgyben telepedtek meg. Az új település már akkor a Korita (korito = teknő, vályú) nevet viselte. Első írásos említése 1474-ben egy panaszlevélben történt, melyben lakói a mljeti kancellárián panaszkodnak különböző emberekre, akik károkat okoztak Koritán. A panaszlevélben a helyiek még mindig "ljudima iz Žare" azaz žarei embereknek nevezik magukat. Egy másik bizonyíték arra, hogy a žaraiak és a koritaiak között nem tettek különbséget egy 1502-ből származó okiratban található, amikor Korita falu választott képviselőit "čovjeka iz Žare", azaz žarei embereknek nevezik.
A 17. és a 18. században Korita szép, városias településsé fejlődött. Ebben az időben, különösen az 1667-es pusztító raguzai földrengés után gazdag raguzai családok települtek Koritára, akik a raguzai otthonaikhoz hasonló szép polgárházakat építettek ide. Ebben az időben a raguzai klarisszáknak is volt rendházuk a településen, míg a raguzai ferencesek kolostort és Szent Márk tiszteletére templomot építettek. A helyi lakosság lassan, de biztosan urbanizálódott és Korita kisvárosi jelleget öltött. A közeli öbölben haltárolót, halboltot és kis kikötőt építettek, ahonnan a halat Raguzába, Bariba és Brindisibe szállították. A Mljeti-csatorna forgalmának ellenőrzésére tornyot építettek. Koritán építették fel a raguzaiak a karantént, ahova a járvány sújtotta területekről érkezőket elhelyezték. 1770 után a halászat, a kereskedelem és a tengerészet visszaesése miatt szegénység köszöntött Koritára és családjaira. A század végére Korita kisvárosból elhagyatott faluvá vált.
1806-ban a sziget Dalmáciával együtt a Raguzai Köztársaságot legyőző franciák uralma alá került, de Napóleon bukása után 1815-ben a berlini kongresszus Dalmáciával együtt a Habsburgoknak ítélte. A településnek 1857-ben 135, 1910-ben 153 lakosa volt. 1918-ban az új szerb-horvát-szlovén állam, majd később Jugoszlávia része lett. A település 1991-től a független Horvátországhoz tartozik. 2011-ben 46 lakosa volt. Lakói főként mezőgazdasággal foglalkoznak.

## Népesség
| Lakosság változása | Lakosság változása | Lakosság változása | Lakosság változása | Lakosság változása | Lakosság változása | Lakosság változása | Lakosság változása | Lakosság változása | Lakosság változása | Lakosság változása | Lakosság változása | Lakosság változása | Lakosság változása | Lakosság változása | Lakosság változása |
| ------------------ | ------------------ | ------------------ | ------------------ | ------------------ | ------------------ | ------------------ | ------------------ | ------------------ | ------------------ | ------------------ | ------------------ | ------------------ | ------------------ | ------------------ | ------------------ |
| 1857               | 1869               | 1880               | 1890               | 1900               | 1910               | 1921               | 1931               | 1948               | 1953               | 1961               | 1971               | 1981               | 1991               | 2001               | 2011               |
| 135                | 128                | 141                | 135                | 120                | 153                | 132                | 141                | 163                | 164                | 186                | 168                | 115                | 90                 | 74                 | 46                 |

## Nevezetességei
- A Kaštio a település őrtornya volt, mely a Mljeti-csatorna forgalmának ellenőrzésére a 17. században épült a településen kívül, a Prijevor nevű völgy északi részén, a Szent Vid-templom közelében. A téglalap alakú, ma egyszerűnek tűnő kőépület, amelynek kapuja a nyugati oldalon helyezkedik el, a környező terep szintjétől magasabban. Mára már elvesztette egykor meglévő erődítéseit, mert a 19. században tető ráépítésével gazdasági épületté alakították át. Ma is teljes magasságban áll, bár tetőzete nagyrészt beomlott.[4]
- A Gospa od brijega templom a település felett délnyugatról emelkedő dombon, a Maranovići felé menő út mellett áll. Eredetileg reneszánsz stílusú volt, de barokk stílusban építették át. Hosszúkás alaprajzú épület, téglalap alakú apszissal, dongaboltozattal és nyeregtetővel, a homlokzat előtt tágas tornáccal rendelkezik. A 16. század elejéig a templom Mljet-sziget keleti részének plébániatemploma volt. A levéltárban található kataszteri térképeken a templom az Angyali Üdvözlet titulust viseli. A fennmaradt építészeti elemek szerint kijelenthető, hogy reneszánsz eredetű, alapos barokk átépítéssel.[5]
- A Szent Vid templomot 1488-ban említik először. A templom gótikus-reneszánsz stílusban épült, de a 19. században jelentősen bővítették. Új előcsarnokot, ablakokat és harangtornyot kapott. Körülötte található a falu temetője. 1694 és 1769 között plébániatemplom volt, de ekkor a plébánia központját a szomszédos Maranovićibe helyezték át. Fából faragott barokk oltára 1677-ben készült.
- A Szent Illés kápolna a településtől nyugatra levő magaslaton áll. A 16. században építették, 1992-ben megújították.
- A Szent Péter és Pál templom maradványai Crkvinán
- Zaplataće ókori halomsírok
- Ókori hajóroncs a Maharac-foknál
- Miri ókori régészeti lelőhely
- Víz alatti régészeti lelőhely a Veli školj-sziget mellett

## Gazdaság
A múltban Korita gazdag település volt fejlett halászattal, szőlő és olajbogyó termesztéssel, lakói áruikat főként a közeli Dubrovnikban értékesítették. Később a gazdaság visszaesett, néhány termelési ág teljesen megszűnt. A lakosság ma főként mezőgazdasággal foglalkozik.

## Galéria
- A Kaštio
- Szent Illés kápolna
- Gospe od Brijega templom
- Szent Vid templom
- Régi olajprésmalom

## Fordítás
Ez a szócikk részben vagy egészben  a   Korita című horvát Wikipédia-szócikk ezen változatának fordításán alapul.  Az eredeti cikk szerkesztőit annak laptörténete sorolja fel. Ez a jelzés csupán a megfogalmazás eredetét és a szerzői jogokat jelzi, nem szolgál a cikkben szereplő információk forrásmegjelöléseként.